# 神雪
神雪（日语：神ユキ，1987年1月11日—），日本模特兒、賽車女郎、寫真偶像、AV女優。所屬事務所是CAPSULE AGENCY。

## 簡歷
2014年7月於SEGA發行的遊戲，「人中之龍」中的角色進入女優人氣投票。同年8月24日發表結果，錯失在「人中之龍0 誓約的場所」演出的權利。排名和得票數未公開。

## 人物
- 趣興趣是看體育比賽、玩飛鏢和騎馬。
- 擅長打網球、游泳和按摩。

## 外部連結
- 神ユキオフィシャルサイト　JIN'S WORLD，存于（日語）
- オフィシャルブログ　JINJIN CLUB　※livedoor blog（現行） （页面存档备份，存于）（日語）
- 神ユキ カプセルエージェンシー （页面存档备份，存于） 所屬事務所（日語）
- 神ユキ🌹AV女優的X（前Twitter）（日語）
- 神ユキ(Yuki Jin)的Instagram帳戶（日語）
- YouTube上的神ユキちゃんねる頻道（日語）